# 池田謙斎

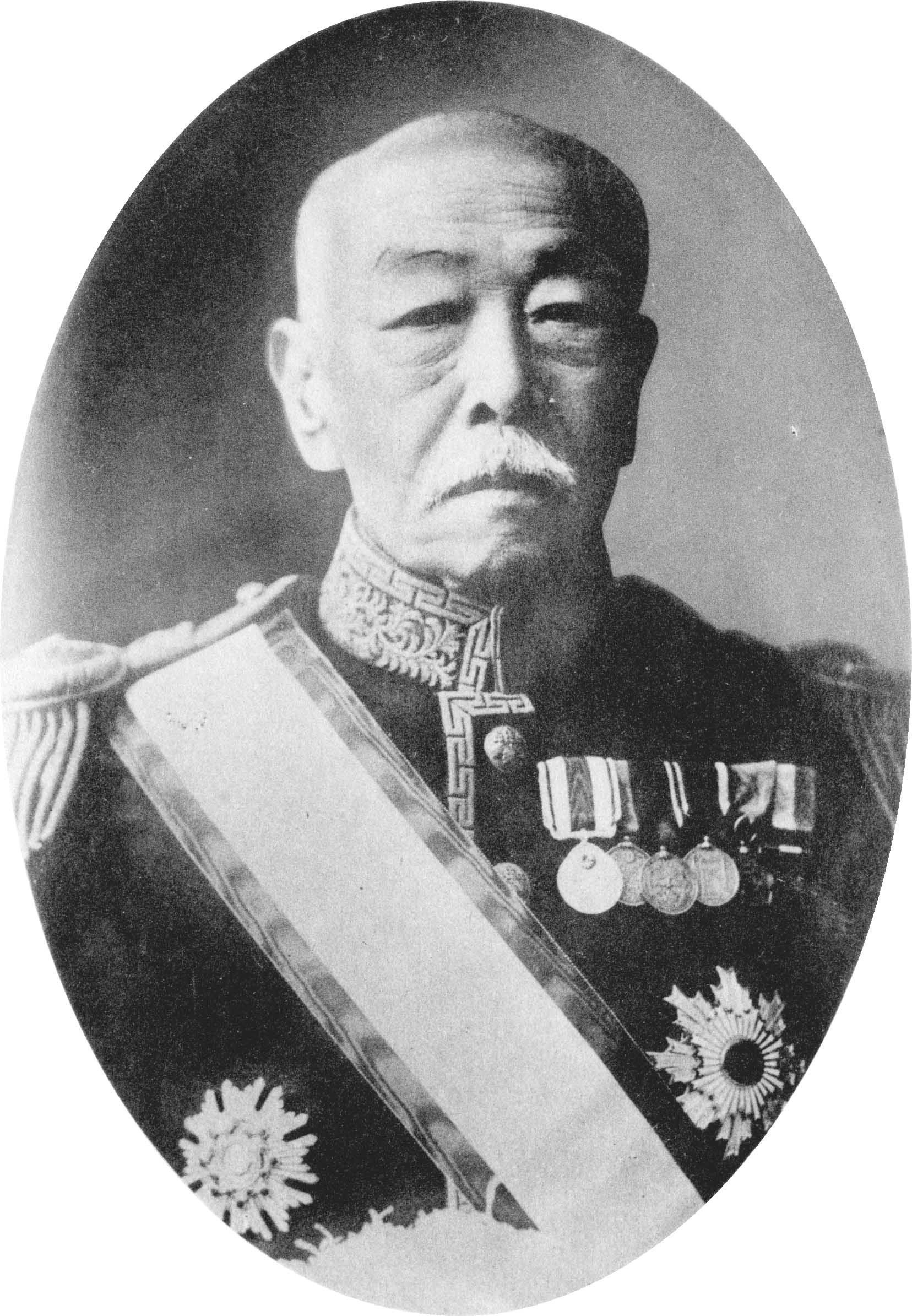
池田謙斎

池田 謙斎（いけだ けんさい、1841年12月22日〈天保12年11月10日〉- 1918年〈大正7年〉4月30日）は、明治時代の医者。日本の近代医学の礎を築いた人物。学位は、医学博士。華族（男爵）、宮中顧問官、錦鶏間祗候。諱・秀之、幼名・圭助。通称・桂太郎または謙輔（けんすけ）で謙斎に改めた。

## 経歴
1841年、入沢健蔵の次男として越後国蒲原郡中之島村（現長岡市）に生まれる。幼名は圭助。安政5年3月（1858年1月 - 2月）に江戸に出、伯父の入澤貞意宅に寄宿する。漢学を瀬川道元に、剣術を心形刀流伊庭軍兵衛、オランダ語を竹垣龍太郎に学ぶ。

### 適塾に入門
竹垣の紹介を経て適塾に入門し、1862年に西洋医学所へ入学した。1864年（元治元年）、家格上の理由から、既に死去していた緒方洪庵の養子を経て、当時幕府付の医員であった池田多仲の養嫡子となり、長崎の精得館で邂逅したオランダの医学者ボードウィンに師事する。1868年、江戸に戻った後は小典医として医業に従事する。兵部省医師となり戊辰戦争に従軍。明治維新の際に病院医師試補に挙げられ病院医師となる。
プロイセン王国への留学を命じられ、1870年よりベルリン大学へ留学、1876年に帰国し、陸軍軍医監、三等侍医、東京医学校校長を経て、翌年1877年には医学校と東京開成学校の統合により設立された東京大学の初代医学部綜理に就任（ - 1881年頃）した。1888年に日本では初となる医学博士号を受けた。二等侍医を兼ね侍医局長官となったのち、陸軍一等軍医正となり、それらの功績から1898年2月2日には男爵を受爵し華族に列した。1898年2月14日、錦鶏間祗候を仰せ付けられ、1902年には宮中顧問官となる。西南戦争、日清戦争などでも従軍医として活躍した。1918年死去。

## 栄典
位階
- 1886年（明治19年）10月28日 - 従四位[7]
- 1914年（大正3年）7月10日 - 従二位[8]

勲章等
- 1887年（明治20年）12月27日 - 金製黄綬褒章[9]
- 1888年（明治21年）5月29日 - 勲二等旭日重光章[10]
- 1889年（明治22年）11月25日 - 大日本帝国憲法発布記念章[11]
- 1895年（明治28年）10月31日 - 勲一等瑞宝章[12]
- 1915年（大正4年）
  - 11月10日 - 大礼記念章（大正）[13]
  - 12月1日 - 旭日大綬章[14]

## 著作
- 入沢達吉 編『回顧録』入沢達吉、1917年10月。 NCID BA34786669。全国書誌番号:43025671。
  - 入沢達吉編 編『回顧録』（復刻版）入澤家顕彰事業実行委員会、1994年。 NCID BA41169582。
- 『プロイセン国ベルリン 1870-1873』高崎斐子・杉山和子解読、彩雲堂、1984年12月。 NCID BA85496553。全国書誌番号:85054622。

## 家族
- 実父・入沢健蔵 - 新発田藩藩医
- 養父・緒方洪庵 - 死跡を継いだ
- 養父・池田玄仲 - 岳父
- 兄・入沢恭平(1831-1874） - 江戸で眼科を学んだのち長崎でポンペに師事した医師で、北越における洋医の元祖と称された[15]。子に入沢達吉[15]。
- 妻・天留子 - 池田玄仲の長女。1868年に結婚したが1870年に死去。
  - 長男・秀男（1870-1918） - 陸軍一等軍医[16]。岳父に男爵沖守固。襲爵した年に死去し、長男の池田秀一が襲爵[17]。二男の池田真次郎(1910-1981)は復員後農水省に入り、林業試験場鳥獣科長、退官後世界野生生物基金(WWF)日本委員会常任理事、トキの保護に尽力した[18]。
- 妻・幾子 - 池田玄仲の二女。1876年に結婚、1887年に死去。
  - 二男・治郎（1878-1946）は子爵安部信順（安部信発養子）の養子となり襲爵、安部信明と改名。札幌農学校、東北帝国大学農科大学を卒業し、謙斎が払い下げた北海道や朝鮮の土地で農園経営[19]
  - 三男・謙三
- 妻・甲子 - 池田玄仲の三女。1887年に結婚、1902年死去。
  - 四男・充四郎（1888年生） - 陸軍騎兵中尉、妻は斎藤万寿雄の妹[17]
  - 五男・友五郎（1889年生） - 陸軍少尉、飯田鉄工社長。東京帝国大学経済学部卒。岳父に子爵岡沢精一（岡沢精長男）[16][20]
  - 三女・斐子（あやこ、1893-1995） - 侍医高崎康忠の妻[20]。その長男に高崎富士彦(1917-1994日本仏教絵画史家）[21]
  - 男・廣之（1894年生） - [16]
  - 八男・菊男（1898-1980） - 米倉家養子となり米倉菊男と改名[22]
- 妾・島村はつ[16]
  - 庶子女・捨子（1888年生） [16]
  - 庶子女・清子（1893年生） - 法学士（のち判事）竹山祐卜の妻[17]
  - 庶子男・駿次（1902年生）[16]
  - 庶子男・駿三（1903年生）[16]
  - 庶子女・栄（1904年生）[16]